# 高家寺
高家寺（こうけじ）は、岐阜県各務原市那加北洞町にある高野山真言宗の密教寺院。

## 歴史など

### 開山
岐阜県最古の寺院：高家廃寺
平成元年（1989年）に飛騨古川に岐阜県最古の寺院が発掘され、寺院名が「たきへでら」と呼ばれていた「高家寺」であることが明らかにされる。奈良時代よりも以前の飛鳥時代に創建されたと考えられる。
開山
寛永16年（1639年：島原の乱平定の翌年 徳川幕府3代将軍家光の時代）、戸田松平光重が播磨明石より美濃加納（現岐阜駅南）に転封。それに従った住台寺住職祐加上人の開基。
戸田松平家の姫君・二の丸殿の発願
戸田（松平）忠光の娘である二の丸殿は光重の異母妹で、上野七日市藩主・前田利意の正室となったが、後に離別した。母は忠光の正室で阿波徳島藩祖蜂須賀家政の四女・実相院（辰姫）。早世し、跡を継がなかった父・忠光、または忠光の正室であった母の供養のため、また自分自身の心の安寧を求めて建てられたものと伝わる。

### 開基
戸田松平家は、譜代として初めて松平の名字を許される。徳川家康の異父妹松姫（久松俊勝と於大の方の娘）を藩祖戸田康長が娶ったためであった。康長と松姫には長男・永兼が居たが早世した。康長には妾腹の次男に忠光、三男に康直がおり、忠光が後継者であった。彼は2代将軍徳川秀忠と3代将軍徳川家光の両方の偏諱を授かっているほど、期待された人物であった。忠光には妾腹の松平光重と正妻の子の女子がいた。ところが、忠光は父・康長に先立って亡くなる。そのために忠光の弟の康直が跡を継いだ。康直には子がおらず、忠光の子である光重が跡を継いだ。この光重の妹であり、忠光の正室の長女であったのが二の丸殿である。
その後、戸田松平家は公卿の羽林家の一つである今城家と、何代にもわたり婚姻関係を結ぶ。戸田家は三大臣家である正親町三条家の支流である。家紋の1つに戸田連翹（とだれんぎょう）を用いる。これは正親町三条家の家紋である連翹襷（れんぎょうだすき）の変形で、高家寺の寺紋はこの戸田連翹である。寺伝では、この大臣家正親町三条家の支流であるために「高家」を名乗ったとされる。高家とは元々は貴族を意味していた。
高家寺の境内は江戸初期の中山道の地図上に、本堂・観音堂・摩利支天鎮守堂の挿し絵で確認される。寺領は425坪程度で現在の岐阜駅のすぐ南にあった。江戸期に盛衰あり、加納藩主安藤信成の時、その藩政に問題がありお家騒動が発生し、安藤家は陸奥磐城平藩に減転封され、永井家に代わった1756年以降の高家寺の記録は散失した。ただし、灯籠が何本もあり、荒寺であったわけではないことが確認される。
江戸時代の尾張藩明倫堂の学者の日記録によれば、寛政年間に大阪に弘法大師像の出開帳を行った。その際に、信心少なきものばかりで、空を飛んで元のお堂に戻ってしまったという伝説があった（現存の厄除け大師）。江戸の末期でも２１日は弘法市が出て賑わっていた記録がある。美濃三弘法の第二番であったという（石柱が現存）。また不動明王像は、加納藩の罪人を捕縛したさいにこの像の前で虚言をはくと金縛りにあうため「金縛り不動」といわれていた（戦災で焼失）。
明治時代、岐阜駅を創る際に移動させられ、その移動先も太平洋戦争の戦火により全焼した。仮堂のままであったものを、岐阜駅前の開発に伴い岐阜市鷺山に仮移設し、その後、平成5年（1993年）に現在地に移転した。

### 仏像
昭和31年（1956年）、篤信家の手により銀杏弘法大師。
- 平成13年（2001年）つるぎ大師が奉納（共に90歳を超えられる老夫婦より）。
- 平成14年（2002年）般若秘鍵大師並びに三十三観音が奉納。
- 平成17年（2005年）浪切不動明王御分身が奉納。
- 平成22年（2010年）高野山真言宗管長金剛峯寺第412世座主真言長者松長有慶大僧正（高家寺住職の師匠）御来山。

## 現在の境内
- 敷地六百坪
- 本堂（護摩堂・大師堂を含む）・山門・渡り廊下・庫裏・水館・水掛不動明王・子安地蔵堂
- 鎮守：真清田社（祭神：天火明命 国常立命）・摩利支天（合祀）・茶室（耕心庵）